# Uarfalas
Uarfalas (em árabe: ورفلة; romaniz.: Warfalla) é um dos ramos da tribo Houara, que vivem no oeste da Líbia, em Bani Ualide. Embora a tribo uarfala tem sido frequentemente identificada com o regime Gaddafi, houve muitos Warfalla que se opuseram ativamente ao seu governo, incluindo Mahmoud Jibril ("o Uarfali") o chefe titular da oposição, o Conselho Nacional de Transição (CNT).
Os uarfalas historicamente habitavam a área da qual se encontra entre as cidades de Bani Ualide e Sirte. Devido a seu apoio a Muammar Gaddafi durante 42 anos de seu reinado, a tribo uarfala tornou-se a tribo mais armada e poderosa da Líbia.
A tribo uarfala é composta por 52 sub-tribos compostas por baites individuais ou clãs. Eles reivindicam linhagem da tribo Banu Hilal que retirou o Norte de África da Arábia via Egito no século XI. Os casamentos intertribais com membros de tribos líbias resultaram na arabização completa da região na época da conquista otomana no século XVI.
Durante a invasão italiana da Líbia, a tribo uarfala, sob a liderança de Bel Khayre, lutou contra os invasores até a queda de Bani Walid, território da tribo uarfala, em dezembro de 1923.
Houve uma guerra civil entre as tribos e os camponeses do Distrito Jabal al Gharbi de 1920 a 1922.
Gaddafi tirou muitos dos seus agentes de segurança da tribo uarfala,:407 e colocou certos líderes uarfalas em seus "comitês revolucionários" (além de membros da Maqarha e da sua própria tribo Qadhafa). Os membros da tribo uarfala participariam da mal sucedida tentativa de golpe de Estado contra Gaddafi em 1993, como resultado, diversos líderes uarfalas e civis foram presos ou executados. Nas primeiras semanas da Revolução Líbia de 2011, os líderes da tribo uarfala deram seu apoio ao regime de Gaddafi.